# Гагемейстер, Чарльз Крис
Чарльз Крис Гагемейстер (англ. Charles Chris Hagemeister; 21 августа 1946 — 19 мая 2021) — офицер армии США, удостоился высочайшей военной американской награды за храбрость — медали Почёта за свои действия в ходе Вьетнамской войны.

## Биография
Родился в городе Линкольн (штат Небраска), младший из четырёх детей в семье. Окончил Юго-восточную хай-скул Линкольна, затем поступил в университет Небраски-Линкольна.
Гагемейстер был призван в армию США в мае 1966 года в своём родном городе Линкольне во время перерыва в учёбе. 20 марта следующего года он служил специалистом 4-го ранга штаба и штабной роты 1-го батальона 5-го кавалерийского полка 1-й кавалерийской (аэромобильной) дивизии. До этого он служил медиком. В ходе перестрелки в провинции Бин динь Республики Вьетнам Гагемейстер постоянно выходил под вражеский обстрел, чтобы оказывать помощь раненым солдатам. Впоследствии он был поднят до пятого ранга и получил медаль Почёта за свои действия.
Вернувшись с военной службы, Гагемейстер стал офицером, дослужившись до подполковника, в июне 1990 года вышел в отставку. Служил в правлении общества Медали Почёта.
Гагемейстер умер 19 мая 2021 года в больнице Св. Иоанна в Ливенуорте (штат Канзас) в возрасте 74 лет. Был похоронен на en:Leavenworth National Cementry.
Он был одним из двух живущих награждённых медалями Почёта жителей Небраски (другим является Джеймс Макклухан). Погребение намечено на национальном кладбище Ливенуорта. До своей смерти он был женат на Барбаре, с которой прижил двоих детей.

### Наградная запись
За выдающуюся храбрость и отвагу, проявленные с риском для жизни при выполнении и перевыполнении долга службы. В ходе проведения операции против вражеских сил взвод специалиста пятого ранга Гагемейстера внезапно попал под мощную атаку с трёх направлений вражеских сил, занявших хорошо замаскированные и укреплённые позиции при поддержке пулемётов и миномётов. Заметив, что два его товарища получили серьёзные ранения в ходе первоначального боестолкновения специалист пятого ранга Гагемейстер без колебаний и с полным пренебрежением к собственной безопасности бросился через смертоносный вал вражеского огня к товарищам, чтобы оказать им медицинскую помощь. Узнав, что командир взвода и несколько других солдат также получили ранения специалист пятого ранга Гагемейстер, выдерживая страшный вражеский огонь, пополз вперёд, чтобы оказать спасительную для жизни медицинскую помощь и поддержать их воодушевляющими словами. Пытаясь эвакуировать серьёзно раненых солдат, специалист пятого ранга Гагемейстер попал под обстрел вражеского снайпера с близкого расстояния. Понимая, что от его действий зависят жизни его товарищей-солдат, специалист пятого ранга Гагемейстер схватил оружие упавшего солдата и уничтожил снайпера и трёх вражеских солдат пытавшихся окружить его позицию и подавил вражеский пулемёт, накрывавший губительным огнём всю местность. Ему не удалось перетащить раненого в менее открытое место, он осознавал, что противник попытается отрезать его отряд поэтому он бросился под обстрел чтобы получить помощь от ближайшего взвода. Возвратившись с подмогой он разместил людей на позициях прикрывающих его движение и эвакуировал других раненых несмотря на то что каждое его перемещение вызывало обстрел со стороны противника. Своими постоянными героическими и самоотверженными действиями с риском для жизни специалист пятого ранга Гагемейстер спас жизни многих своих товарищей и вдохновил их на действия по отражению вражеского нападения. Неукротимая храбрость специалиста пятого ранга Гагемейстера соответствовала высочайшим традициям вооружённых сил США и принесла ему большую славу.
Оригинальный текст (англ.)
For conspicuous gallantry and intrepidity in action at the risk of his life above and beyond the call of duty. While conducting combat operations against a hostile force, Sp5c. Hagemeister's platoon suddenly came under heavy attack from 3 sides by an enemy force occupying well concealed, fortified positions and supported by machine guns and mortars. Seeing 2 of his comrades seriously wounded in the initial action, Sp5c. Hagemeister unhesitatingly and with total disregard for his safety, raced through the deadly hail of enemy fire to provide them medical aid. Upon learning that the platoon leader and several other soldiers also had been wounded, Sp5c. Hagemeister continued to brave the withering enemy fire and crawled forward to render lifesaving treatment and to offer words of encouragement. Attempting to evacuate the seriously wounded soldiers, Sp5c. Hagemeister was taken under fire at close range by an enemy sniper. Realizing that the lives of his fellow soldiers depended on his actions, Sp5c. Hagemeister seized a rifle from a fallen comrade, killed the sniper, 3 other enemy soldiers who were attempting to encircle his position and silenced an enemy machine gun that covered the area with deadly fire. Unable to remove the wounded to a less exposed location and aware of the enemy's efforts to isolate his unit, he dashed through the fusillade of fire to secure help from a nearby platoon. Returning with help, he placed men in positions to cover his advance as he moved to evacuate the wounded forward of his location. These efforts successfully completed, he then moved to the other flank and evacuated additional wounded men despite the fact that his every move drew fire from the enemy. Sp5c. Hagemeister's repeated heroic and selfless actions at the risk of his life saved the lives of many of his comrades and inspired their actions in repelling the enemy assault. Sp5c. Hagemeister's indomitable courage was in the highest traditions of the U.S. Armed Forces and reflect great credit upon himself.
— 